# Dumitrescuella
Dumitrescuella is een geslacht van hooiwagens uit de familie Agoristenidae.
De wetenschappelijke naam Dumitrescuella is voor het eerst geldig gepubliceerd door Avram in 1977. 

## Soorten
Dumitrescuella is monotypisch en omvat slechts de volgende soort:
- Dumitrescuella ornata